# モンテリマール
モンテリマール （フランス語:Montélimar、オック語:Monteleimar）は、フランス、オーヴェルニュ＝ローヌ＝アルプ地域圏、ドローム県のコミューン。別名で『プロヴァンスの入り口』（Portes de Provence）と呼ばれる。ハチミツとアーモンドで作ったヌガーが特産である。

## 地理
ローヌ川谷の中間にあり、ジャブロン川とルビオン川の合流地点に位置する。プロヴァンス地方への北側の入り口にあたるモンテリマールは、ドーフィネとプロヴァンスの生態系が混ざり合っている。

## 歴史

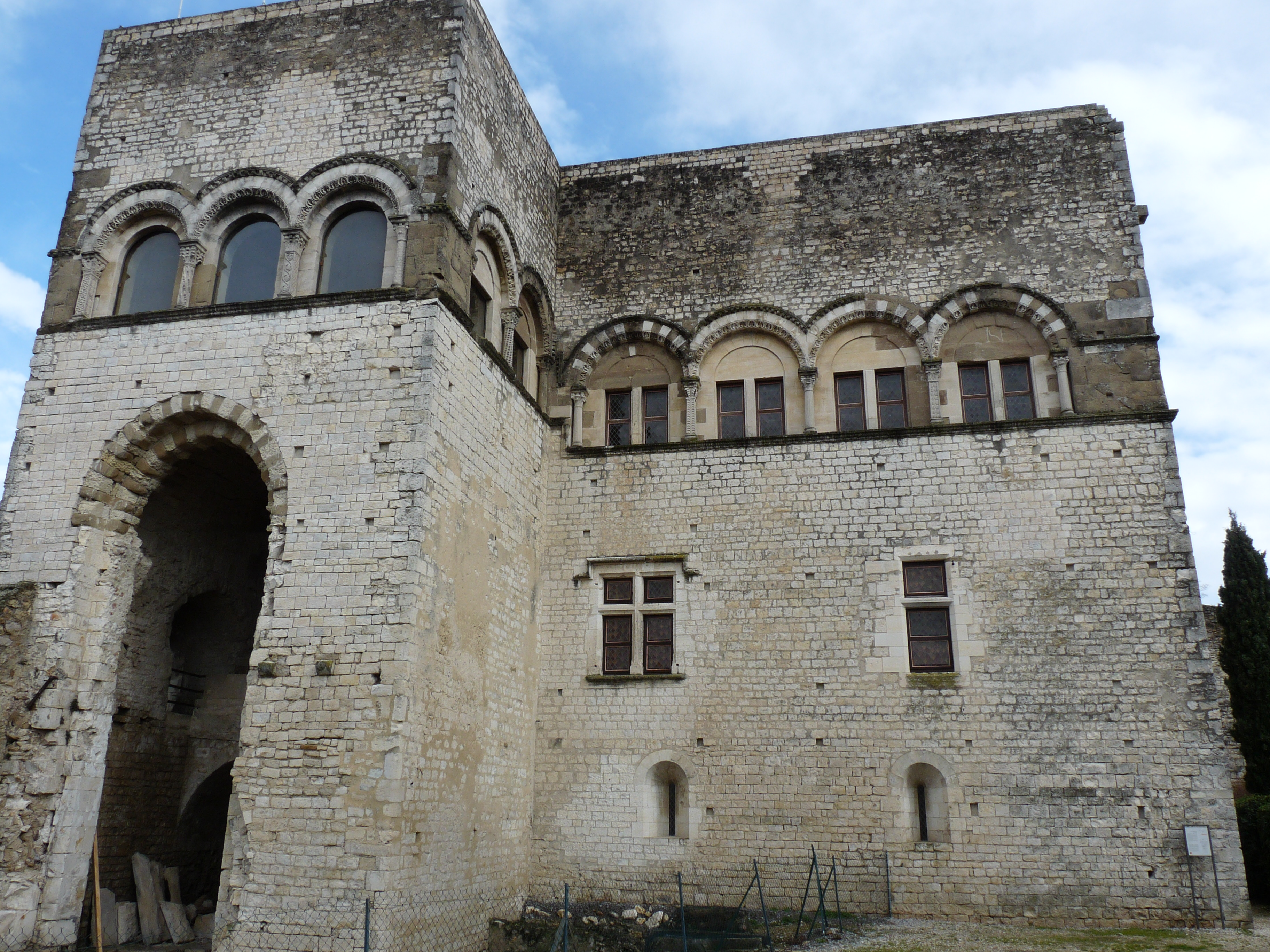
アデマール城

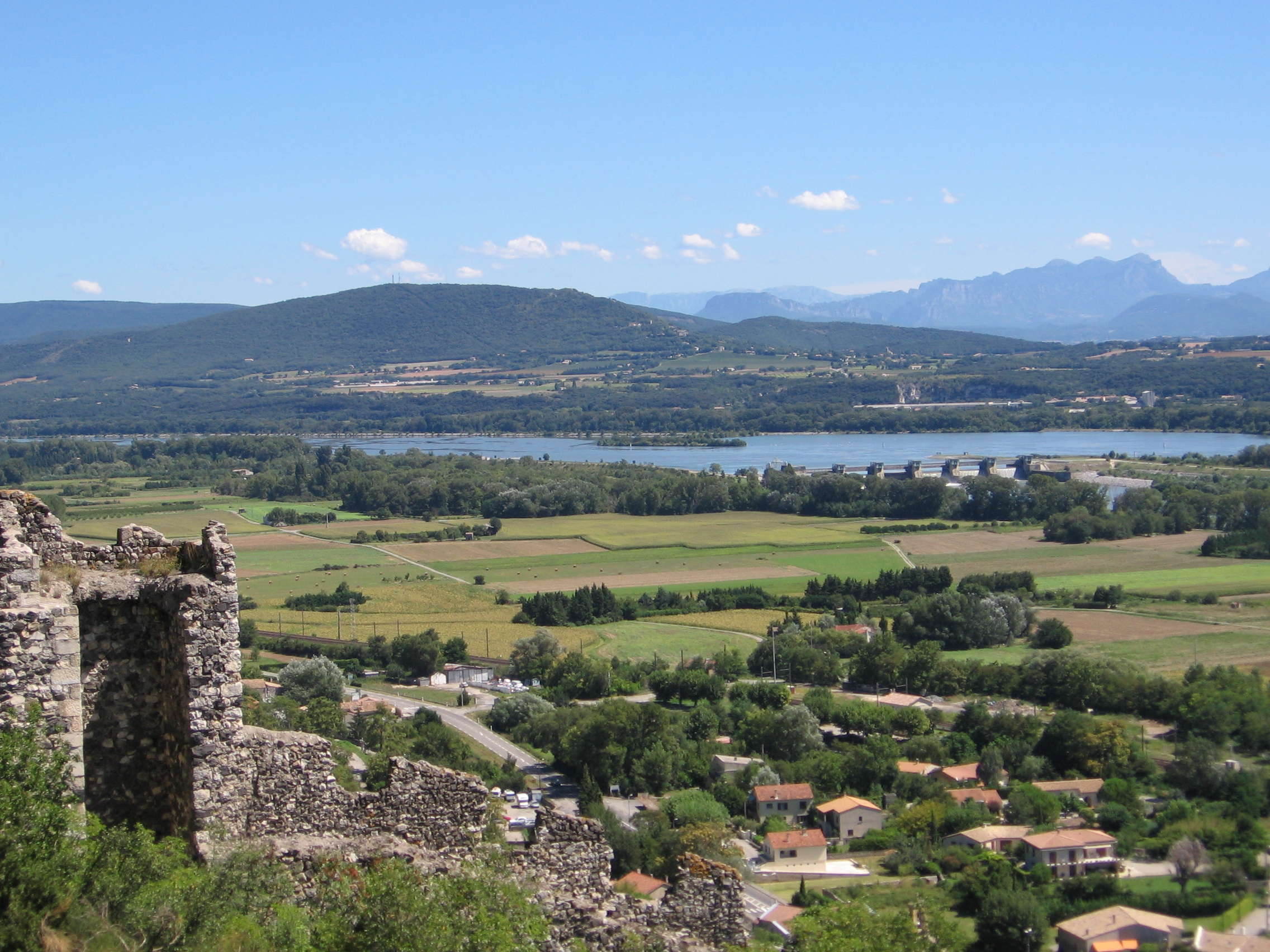
ローヌ川

モンテリマール地域での人の定住は非常に古くに行われた。一組の火打石からたどると、ムスティエ文化期である紀元前5000年頃となる。
ケルト人がやってくると、セゴウェラウネス族（Segovellaunes）の領土となった。このケルト人の都は、都市の2つの突端の上にあった。ジェリのオッピドゥムは、ジャブロン川とルビオン川の古い合流地点ではなく、ナルボンヌ沿岸の終点にあたった。西暦100年頃ローマの影響下に入ると、ジェリの地（ラテン語でDurio）は、現在のモンテリマール中心地にできた新しい町の恩恵を徐々に受けなくなっていった。町はその名を変えた。その町はAcunumと関係があり、ルビオン川に架かる橋のそばに宿場が設置されたことが、タブラ・ペウティンゲリアナ（古代ローマの街道を記した地図。13世紀復刻）でわかっている。アグリッパ街道は、都市の成長の青写真づくりを助けた。フォルム、バシリカ、公共浴場がそこにはあった。町には3本の水道で水が供給されていた。
民族大移動時代、町は2つに分割された。フォルム周辺にできた新たな町と、ルビオン川に架かる橋を守るナルボンヌおよびAcunumである。
その後数世紀、モンテリマールは次から次へと新たな支配者を迎えた（ブルグント王国、フランク王国、ヴァランティノワ伯領、プロヴァンス王国）。
11世紀終わりから、アデマール一族がこの一帯の支配権を得た。モンテリマール初代領主ギヨーム・ユーグ・ダデマールは、第1回十字軍で教皇特使を務めたアデマール・ド・モンテイユの兄弟であった。この一族は13世紀までモンテリマールを治めた。12世紀、ナルボンヌの突端にアデマール家は邸宅を建てた。
1365年、モンテリマールの一部が共同統治者たるローマ教皇の保護下に入った。教皇は風格のある宮殿を改装し、城壁を修繕した。
1447年、ドーファンであるルイ王子（のちのルイ11世）がモンテリマール領主となった。

## 交通
- 道路 - A7
- 鉄道 - フランス国鉄モンテリマール駅

## 姉妹都市
- ラシーン (ウィスコンシン州)、アメリカ合衆国
- ラーフェンスブルク、ドイツ
- リヴォリ、イタリア
- アバーダー、ウェールズ
- ナブール、チュニジア

## 出身者
- ミシェル・ヴォゼール：政治家
- ミシェル・リヴァジ：政治家
- ヤン・ジュフル：サッカー選手
- ルイ・デシャン：画家